# Вільне (Наталинська сільська громада)
Ві́льне —  село в Україні, у Берестинському районі Харківської області. Населення становить 88 осіб. Орган місцевого самоврядування — Попівська сільська рада.

## Географія
Село Вільне знаходиться біля витоків річки Вошивенька, на відстані 2 км розташовані села Шкаврове і Ясна Поляна. В селі є невеликий ставок. Через село проходить автомобільна дорога Р79.

## Історія
- 1920 - дата заснування.

## Населення
Згідно з переписом УРСР 1989 року чисельність наявного населення села становила 99 осіб, з яких 47 чоловіків та 52 жінки.
За переписом населення України 2001 року в селі мешкало 88 осіб.

### Мова
Розподіл населення за рідною мовою за даними перепису 2001 року:
| Мова       | Відсоток |
| ---------- | -------- |
| українська | 89,77 %  |
| російська  | 10,23 %  |

## Економіка
- Молочно-товарна і птахо-товарна ферми.